# Janez Žgajnar
Janez Žgajnar, slovenski agronom, * 19. marec 1935, Ljubljana.

## Življenje in delo
Po končani klasični gimnaziji v rojstnem mestu (1955) je tu študiral agronomijo in 1960 diplomiral na Fakulteti za agronomijo, gozdarstvo in veterinarstvo. Specializacijo je opravil na Inštitutu Maxa Plancka za živinorejo in prehrano živali v Marienseeju v Nemčiji (1966-1969). Doktoriral je 1969 z disertacijo Ein Beitrag zur Verwertung hoher Harnstoffmengen beim wachsenden Wiederkäuer na univerzi v Göttingenu. V letih 1960–1964 je bil kmetijski  referent in inšpektor občine Grosuplje. Nato je bil na ljubljanski BF izvoljen v nazive: honorarni (1964) in redni asistent (1969), docent (1975), izredni (1980) in redni profesor za prehrano živali. (1985). V letih 1995−2000 je bil veleposlanik Republike Slovenije v Argentini.
Žgajnar se je v svojem znanstvenoraziskovalnem delu posvetil prehrani prežvekovalcev in njihovi oskrbi z beljakovinami in alternativnim krmilom. Prvi v Sloveniji je raziskoval prehrano prostoživečih živali. V študijski program je vpeljal temi o industrijski predelavi krme ter prehrani in krmljenju divjadi. Sam ali v soavtorstvu je objavil okoli 20 znanstvenih in okoli 90 strokovnih člankov ter več knjig, med njimi tudi: Prehrana govedi (1989) in Prehrana in krmljena goved (1990). Za svoje delo je 1994 prejel Jesenkovo priznanje.